# Olocau del Rei
Olocau del Rei (en castellà i oficialment Olocau del Rey) és un municipi del País Valencià situat a la comarca dels Ports. És l'únic poble de la comarca de llengua castellana (varietat castellà aragonès).

## Geografia
El municipi està situat al nord-oest de la província de Castelló i pràcticament rodejat de territori terolenc. El paisatge d'Olocau del Rei es caracteritza per les moles o altiplans que alternen amb conques deprimides drenades per rambles i riuets de curs intermitent. Les principals altures superen els 1.200 metres d'altura, destacant els 1.248 metres del pic Manzanera o el pic Olocau, al nord del nucli principal, amb 1.200 m.
El riu de Cantavella frega el límit municipal pel sud, replegant les aigües de nombrosos barrancs com el de la Tejería o el de Torre Algares. Altres barrancs que discorren pel terme municipal són el de las Umbrías o el barranc de la Rambleta, al nord del terme, que dibuixa una complexa xarxa fluvial.

### Límits
|        | Bordó     |                      |
| Tronxó |           | la Todolella la Mata |
|        | Mirambell | la Cuba              |

### Accés
S'accedix al poble per les carreteres A-226 i CV-121 si venim des de Terol o des de Saragossa i per les CV-14, CV124, CV-120 i CV-121 si venim des de Morella.

## Història
A pesar que els vestigis més antics del castell ofereixen una superposició de poblaments, iniciats en l'edat de bronze, és durant la dominació musulmana quan es comença a tindre notícia escrita d'esta important plaça medieval. Menéndez Pidal documenta el senyoriu del Cid sobre Olocau a la fi del segle xi. L'agost de 1180 Alfons II concedeix el castell a la Orde de Sant Joan, defensat a partir d'aquests moments des de poblacions del baix Aragó, ja que encara tardaria cinquanta anys a passar Morella a mans cristianes. En 1264 passaria a ser patrimoni real, en ser intercanviada per Vilafamés a l'Orde de Sant Joan. El 22 d'abril de 1271 l'infant Don Pedro va atorgar carta de poblament en favor de Domènec de Bolet, Arnau Çavit i uns altres més.
L'any 1287, el 30 d'octubre, el rei Alfons III incorpora Olocau al castell de Morella. Trobant-se a Morella el rei i davant l'estat decadent del castell d'Olocau, ho agrega a aquest terme amb tota la seua població, a condició que siga convenientment restaurat, però reconeixent-li els seus antics privilegis i drets, com el de poder nomenar justícia amb absoluta independència de Morella. Pel que fa a la jurisdicció civil, s'acatava a Morella quedant integrat en els seus termes generals fins a l'any 1691, any en què per privilegi real va aconseguir la total emancipació. Així, a partir d'este moment i fins a 1691, any en què es va independitzar, va formar part com un poble més del raval morellà.
Fins 1691, tant Olocau com els altres llogarets no van cessar de reivindicar la seua independència de Morella i per això sempre s'aliaven en contra d'ella en totes les conteses, com la guerra de les Germanies en 1520. En 1701, en esclatar la Guerra de Successió, mentre Morella es va posicionar a favor de Felip V mentre que els llogarets ho feren a favor de l'Arxiduc Carles d'Àustria. Fins 1808 es dona un període de pau per a aquesta comarca, que participaria posteriorment en la guerra dels 7 anys (guerres carlines). Tot i que encara que no es coneixen dades concretes d'Olocau, s'entén que hi va participar amb la mateixa intensitat que la resta dels llogarets.

## Economia
Basada principalment en la ramaderia i en l'agricultura. Encara que també hi ha un hostal de turisme rural i una indústria, així com algunes empreses del sector serveis (botiga, farmàcia).

## Alcaldia
Des de 2023 l'alcalde d'Olocau del Rei és Sergio Guillén Rico del Partit Socialista del País Valencià (PSPV).
| Període                       | Alcalde o alcaldessa      | Partit polític | Data de possessió | Observacions |
| ----------------------------- | ------------------------- | -------------- | ----------------- | ------------ |
| 1979–1983                     | Marcos Carceller Casanova | UCD            | 19/04/1979        | --           |
| 1983–1987                     | Isidro Royo Espada        | PDL            | 28/05/1983        | --           |
| 1987–1991                     | Guillermo Gazulla Grau    | PSPV-PSOE      | 30/06/1987        | --           |
| 1991–1995                     | Guillermo Gazulla Grau    | PSPV-PSOE      | 15/06/1991        | --           |
| 1995–1999                     | Guillermo Gazulla Grau    | PSPV-PSOE      | 17/06/1995        | --           |
| 1999–2003                     | Santiago Gazulla Grau     | PSPV-PSOE      | 03/07/1999        | --           |
| 2003–2007                     | Ricardo Julián Salvador   | PSPV-PSOE      | 14/06/2003        | --           |
| 2007–2011                     | Ricardo Julián Salvador   | PSPV-PSOE      | 16/06/2007        | --           |
| 2011–2015                     | Vicente Royo Peñarroya    | PSPV-PSOE      | 11/06/2011        | --           |
| 2015–2019                     | Santiago Gazulla Grau     | PSPV-PSOE      | 13/06/2015        | --           |
| 2019-2023                     | Santiago Gazulla Grau     | PSPV-PSOE      | 15/06/2019        | --           |
| Des de 2023                   | Sergio Guillén Rico       | PSPV-PSOE      | 17/06/2023        | --           |
| Fonts: Generalitat Valenciana |                           |                |                   |              |

## Demografia
Al terme municipal resideixen 118 habitants (INE 2014). Segons el cens de 2009, dels 138 habitants registrats aquell any a la població, 46 vivien als diversos masos disseminats pel terme agrupats en dues pedanies: las Lomas (22 habitants) i la Riera (24 habitants).
| 1990 | 1992 | 1994 | 1996 | 1998 | 2000 | 2002 | 2004 | 2006 | 2008 | 2010 | 2014 |
| ---- | ---- | ---- | ---- | ---- | ---- | ---- | ---- | ---- | ---- | ---- | ---- |
| 166  | 163  | 162  | 158  | 149  | 144  | 142  | 134  | 136  | 135  | 144  | 118  |

## Monuments

### Monuments religiosos

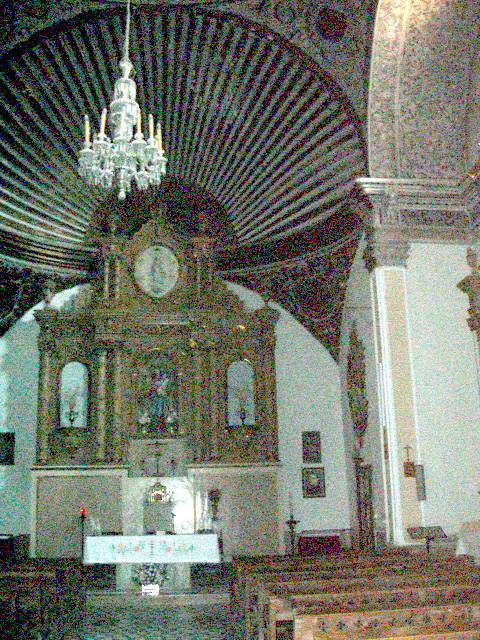
Interior de l'església de la Mare de Déu del Pópulo

- Església de la Mare de Déu del Pópulo (segle xiv). Església amb interessants decoracions de guixeria i esgrafiats. Guarda la Verge de la Taronja, talla del s. xiv romànico-gòtica.
- Ermita de la Mare de Déu de la Taronja (s. xiii).
- Ermita de Sant Marc (s. xviii).
- Ermita de Sant Roc (s. xix).
- Ermita de Sant Blai (s. xv).
- Ermita de la Magdalena (s. xvii).

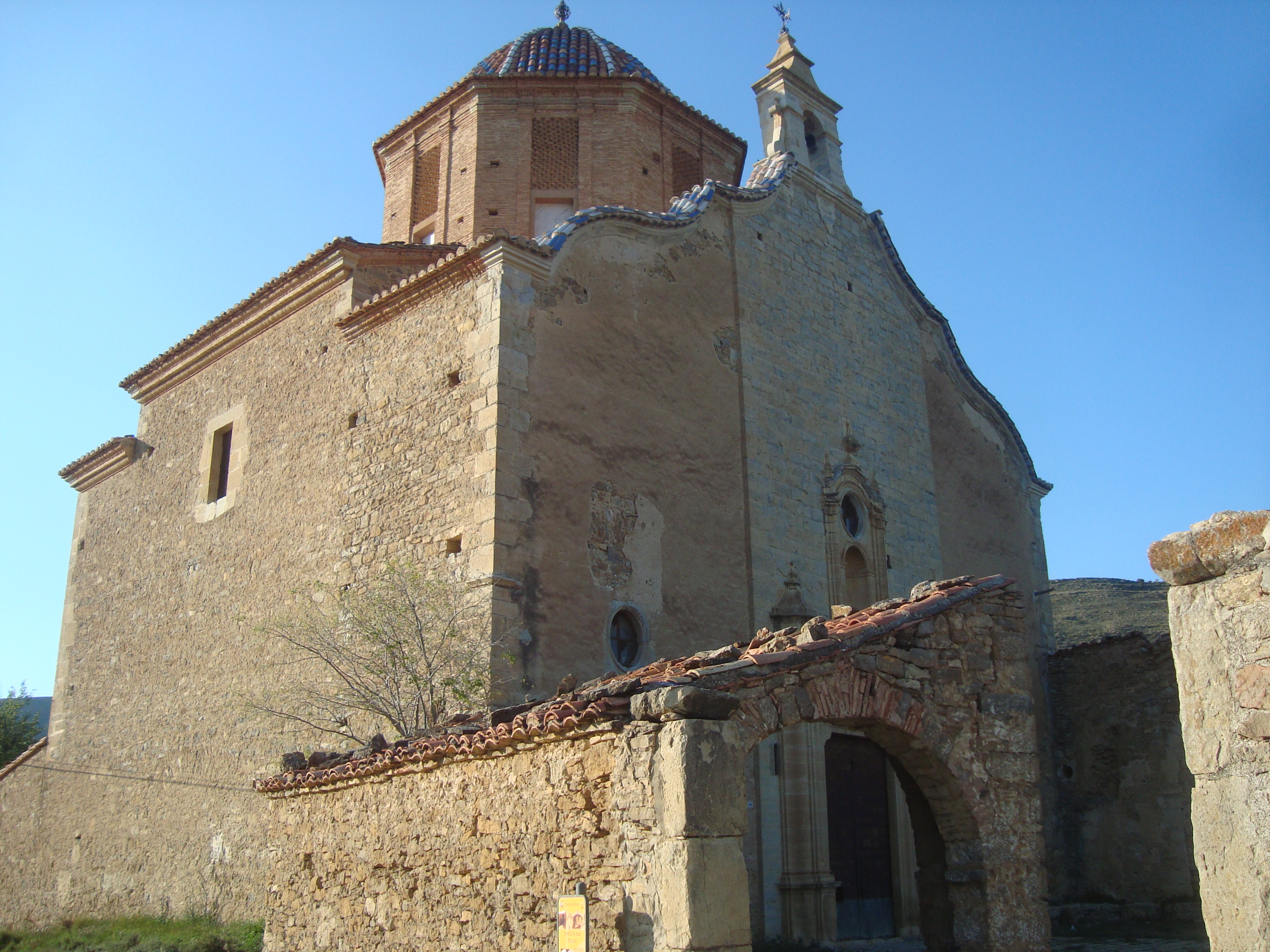
Ermita de Sant Marc
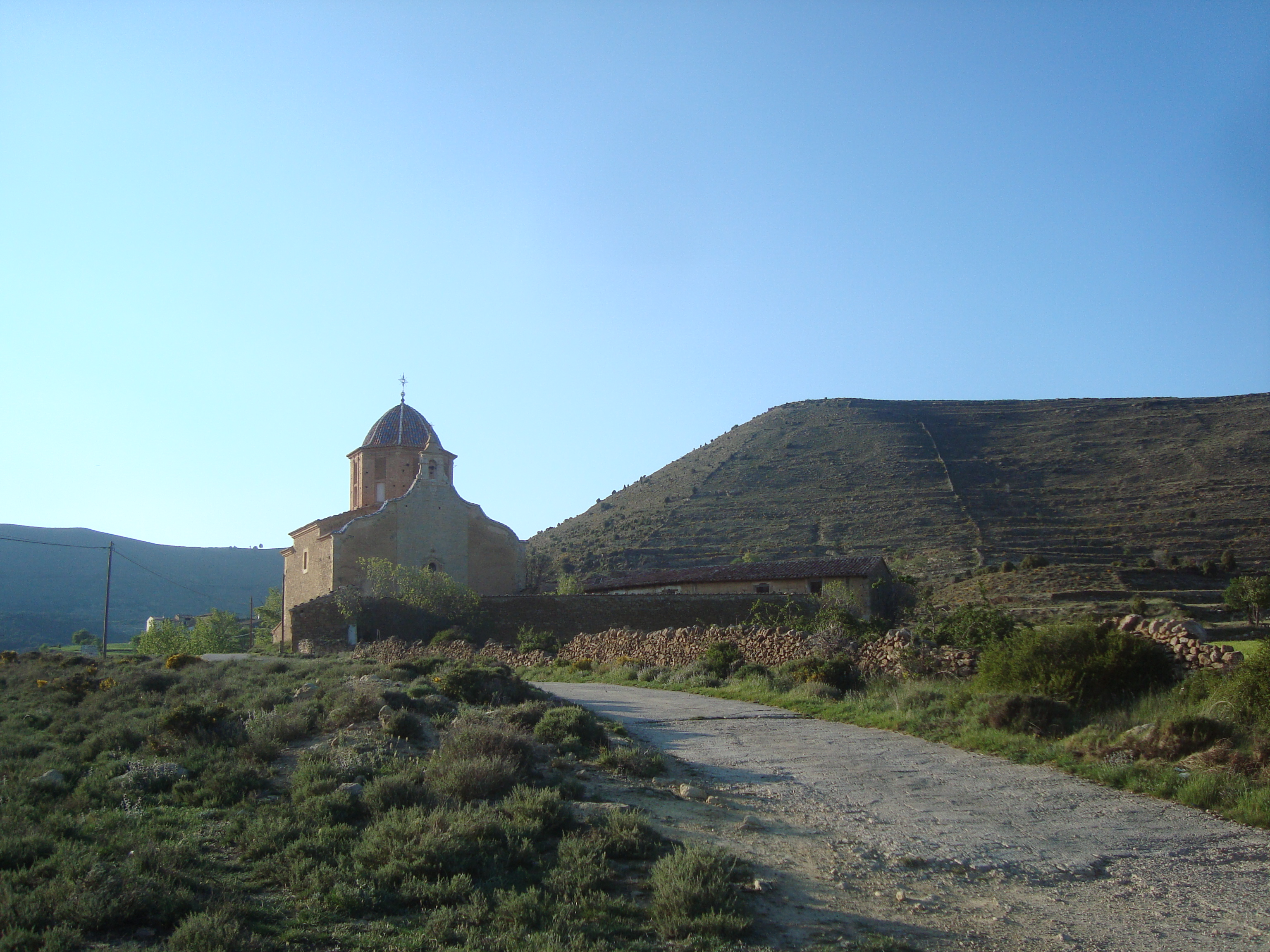
Ermita de Sant Marc
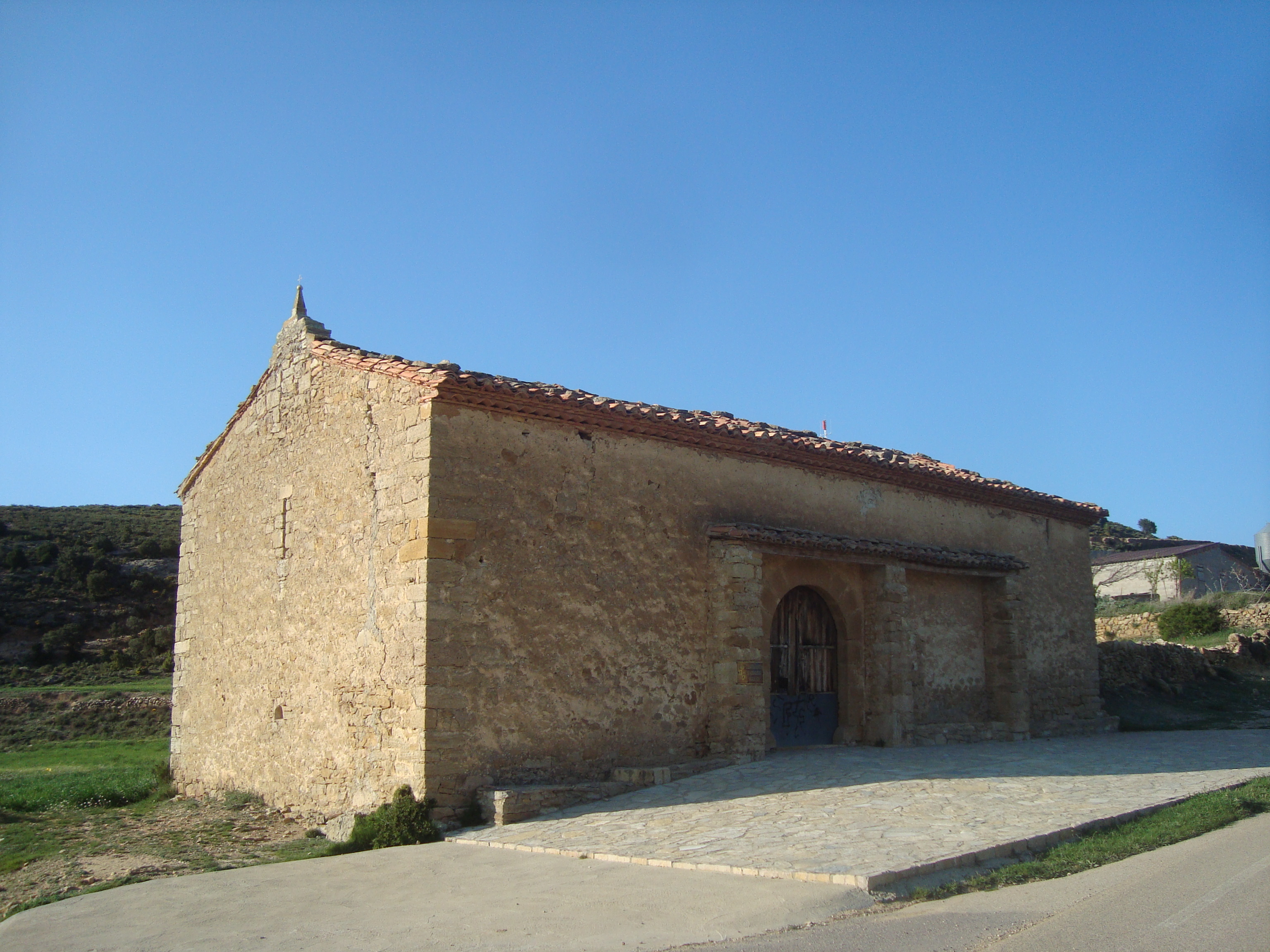
Ermita de la Magdalena

### Monuments civils

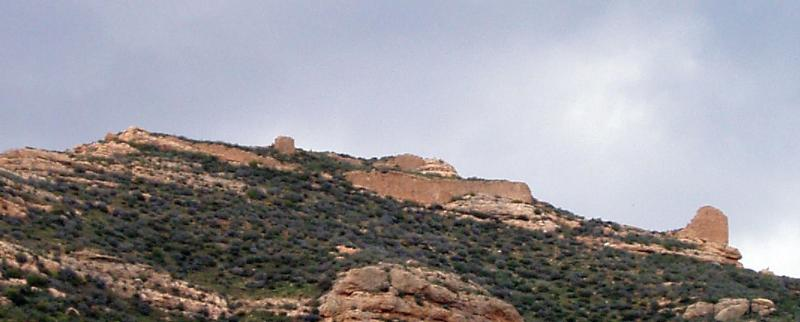
Vista del Castell d'Olocau

- Castell. Conegut amb els noms de Castell d'Olocau, dOlcaf o dOlocaf, està situat a uns 800 metres a l'oest de la població, sobre una muntanya de 1.203 m d'altitud. És d'origen àrab i hi ha qui suposa que va ser fortificat pel Cid en 1084. Ve classificat com de tipus montà i mig port, amb tres recintes escalonats no concèntrics i planta d'irregularitat dispersa. Actualment es troba en un estat ruïnós. Va ser donat per Alfons II d'Aragó als Hospitalaris de Sant Joan de Jerusalem a la persona de Fra Armengol d'Aspa. Va participar activament en les lluites dinàstiques entre el Comte d'Urgell i Ferran d'Antequera, a la mort del rei Martí l'Humà.
- Presó (s. xvi).
- Ajuntament (s. xvi), d'estil aragonès.
- Confraria o Llotja de la Llana (s. xvi).
- Forn públic (s. xiii).
- Font pública (s. xv).
- Palau del Marqués de la Figuera (s. xv).

## Festes i celebracions
- Festes d'hivern. El 9 de gener amb fogueres, dimonis, danses, entre altres activitats.
- Festes patronals. El 13 de desembre en honor de Santa Llúcia.
- Processons. El primer diumenge de maig.
- Sant Marc. L'1 de novembre, cada quatre anys.

## Imatges de la localitat

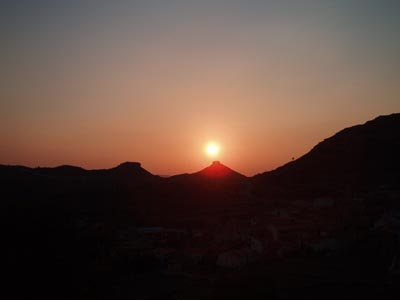
Capvespre a Olocau del Rei
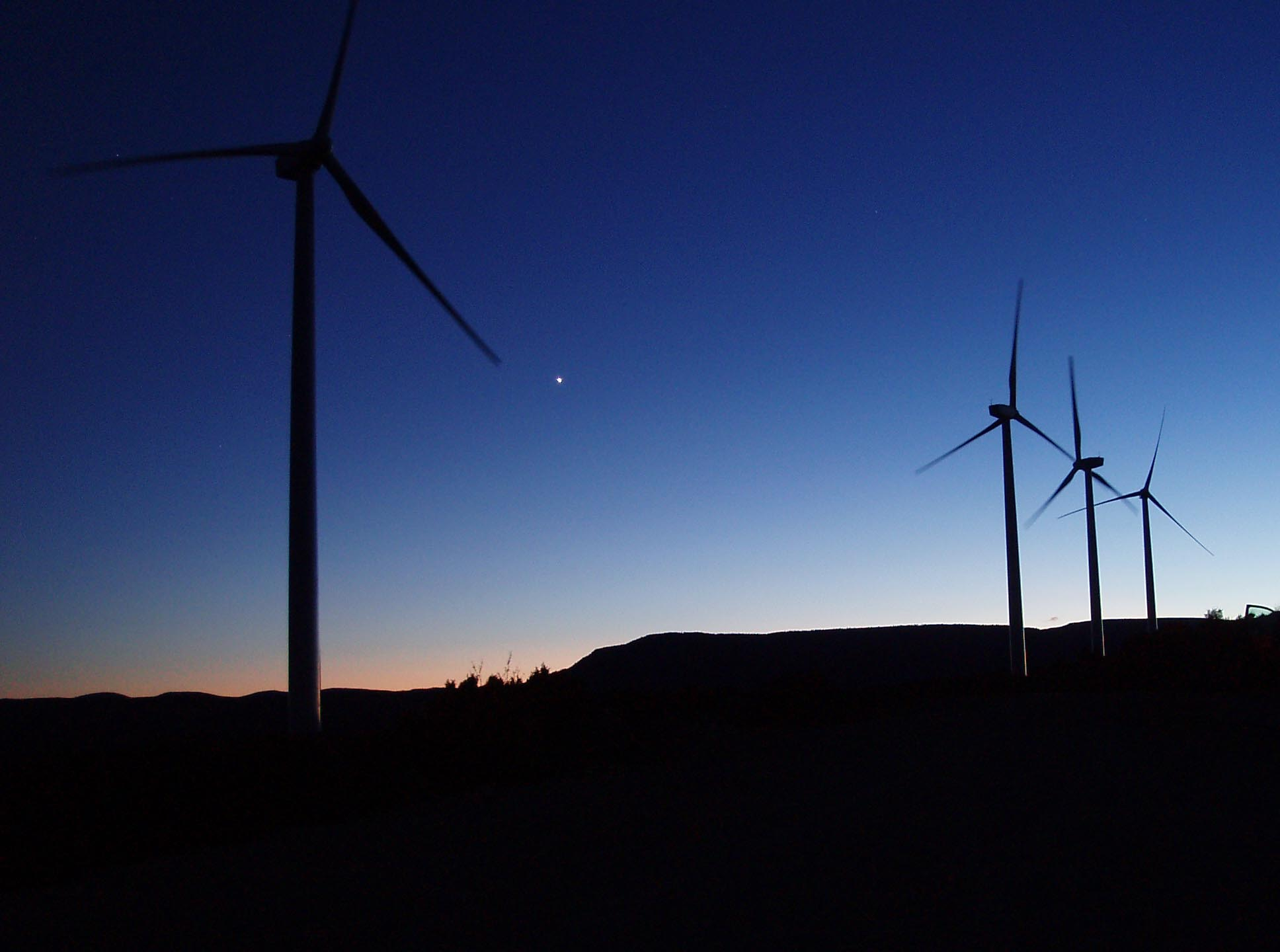
Parc eòlic a Olocau del Rei
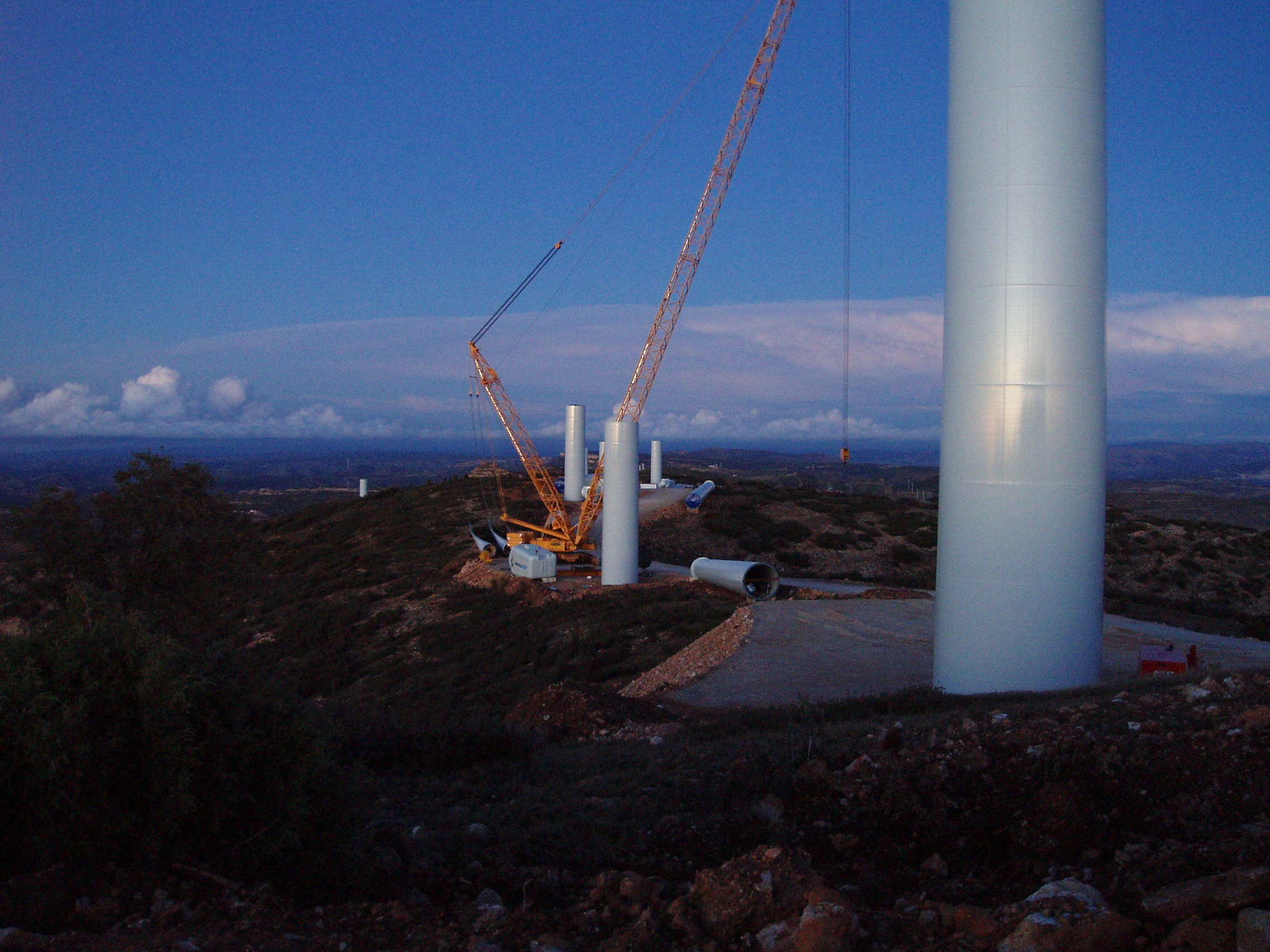
Muntatge del parc eòlic a Olocau del Rei